# Estação Ferroviária de Ermidas-Sado
A estação ferroviária de Ermidas - Sado:139 (nome também grafado como "Ermidas-Sado":111 e "Ermidas Sado"),:139,214 igualmente conhecida apenas como de Ermidas:74 e por vezes como de Ermidas do Sado,:168 é uma gare da Linha do Sul, que funciona como ponto de entroncamento com a Linha de Sines e que serve a localidade de Ermidas-Sado, no concelho de Santiago do Cacém, em Portugal.

## Descrição

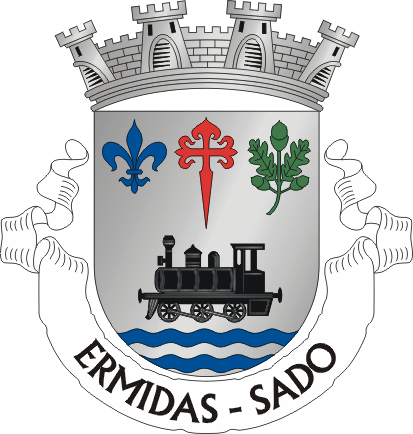
O brasão de Ermidas-Sado, adotado em 1997, ilustra a importância local da estação.

### Localização e acessos
Esta estação situa-se no centro da localidade ferroviária epónima, com acesso pelo Largo da Estação; a localidade que originalmente determinou o nome desta interface, Ermidas, situa-se cerca de três quilómetros para nascente, já na margem direita do Rio Sado.

### Infraestrutura
Esta interface apresenta duas vias de circulação, identificadas como I, II, III, e IV, com comprimentos entre 668 e 605 m; destas, duas (I e IV) são acessíveis por plataformas respetivamente com comprimentos de 140 e 210 m e alturas de 350 e 685 mm; existem ainda quatro via secundárias, identificadas como V, G1, R1, e R2, com comprimentos entre 110 e 295 m e que estão eletrificadas apenas parcialmente. O edifício de passageiros situa-se do lado poente da via (lado direito do sentido ascendente, para Tunes).
Nesta estação a Linha de Sines entronca na Linha do Sul no lado direito do enfiamento descendente desta, bifurcando-se a via para sudoeste e possibilitando percusos diretos Sines-Setúbal e Tunes-Setúbal, enquanto que o percurso direto Sines-Tunes se efetua via a Concordância de Ermidas, topologicamente oposta a Ermidas-Sado. Fruto desse entroncamento, esta estação é um ponto de câmbio nas características da via férrea e do seu uso:
| característica | conc.ª    | Sul desc. | Sul desc.    | Sul asc.       | Sul asc.     | Sines          | Sines       |
| -------------- | --------- | --------- | ------------ | -------------- | ------------ | -------------- | ----------- |
| vias           | via única | Torre Vã  | via dupla    | Águas de Moura | via única    | Porto de Sines | via única   |
| velocidade     | ≤50 km/h  | Torre Vã  | 160-220 km/h | Águas de Moura | 160-220 km/h | Porto de Sines | 90-120 km/h |
| compr. máx.    | ?         | Tunes     | 490 m        | Pinheiro       | 750 m        | Porto de Sines | 750 m       |
| reg. expl.     | RCI       | Torre Vã  | RCASA        | Grândola       | RCI          | Porto de Sines | RCI         |

Situa-se junto a esta estação a substação de tração de Ermidas-Sado,  contratada à C.P., que assegura aqui a eletrificação de dois segmentos da rede, ambos limitados por uma zona neutra afeta à própria substação: um, para norte, estende-se pela Linha do Sul até à zona neutra da Grândola; o outro, para sul, inclui a totalidade da Concordância de Ermidas, o segmento contíguo da Linha do Sul até à zona neutra de Montenegro, e parte da Linha de Sines até ao respetivo PK 135+950, onde existe outra zona neutra também designada de Ermidas-Sado — para além da qual a eletrificação da via é feita pela substação de tração de Santiago do Cacém.

### Serviços
Em dados de 2023, esta interface é servida por comboios de passageiros da C.P. de tipo intercidades com três circulações diárias em cada sentido entre Faro e Lisboa-Oriente, e uma única de tipo Alfa Pendular entre Faro e Porto-Campanhã, apenas neste sentido.

## História
Esta interface encontra-se no lanço da Linha do Sul entre Alvalade e Lousal, que abriu à exploração em 1 de Agosto de 1915, com o nome de Linha do Sado. Por seu turno, a Linha de Sines começou a ser construída no dia 6 de Dezembro de 1919, quando se iniciaram as terraplanagens a partir de Ermidas, tendo o primeiro tramo, até São Bartolomeu da Serra, sido aberto em 9 de Abril de 1927. Ambos os lanços foram construídos pela operadora Caminhos de Ferro do Estado.
Em 11 de Maio de 1927, os Caminhos de Ferro do Estado foram integrados na Companhia dos Caminhos de Ferro Portugueses. Em finais de 1933, a Comissão Administrativa do Fundo Especial de Caminhos de Ferro autorizou a instalação de uma báscula de 40 t na estação de Ermidas. Na reunião de Janeiro de 1934 daquele organismo, foi aprovada a construção de uma plataforma na gare de Ermidas. A nova plataforma foi construída ainda naquele ano pela Companhia dos Caminhos de Ferro Portugueses, que também modificou as vias no interior da estação. Em 1935, a companhia construiu um reservatório de betão e uma placa de inversão de máquinas, e ampliou o edifício da estação e a plataforma. Estas obras de ampliação inseriram-se no âmbito de um programa da companhia para a requalificação das estações e apeadeiros do Sul e Sueste.

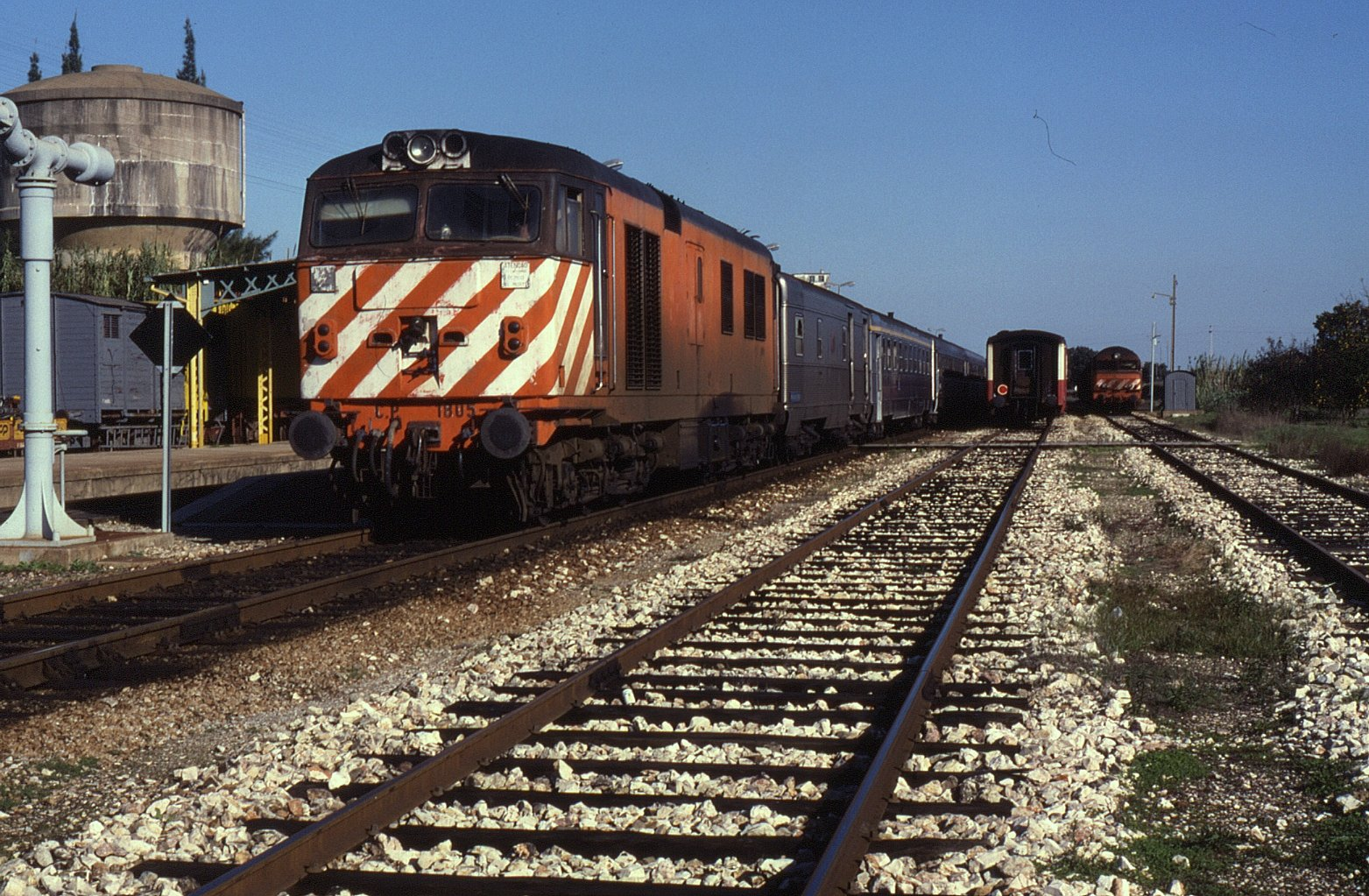
Vista da estação em 1990, antes da eletrificação da Linha do Sul.

Em 2 de Janeiro de 1990 foram encerrados os serviços de passageiros na Linha de Sines, no âmbito de um programa de reestruturação da empresa Caminhos de Ferro Portugueses. Nesse ano foi aberto o concurso para o projecto SISSUL - Sistemas Integrados de Sinalização do Sul, que compreendia a instalação de sinalização electrónica em todas as estações e na plena via em vários lanços, incluindo de Ermidas-Sado até ao Poceirão, estando previsto em 1996 o seu prolongamento até à Funcheira.

Em Janeiro de 2011, contava com quatro vias, uma com 679 m de comprimento e as restantes com 620 m; as duas plataformas tinham 40 e 70 cm de altura, e 139 e 208 m de comprimento — valores mais tarde ampliados para os atuais.

## Leitura recomendada
- GOMES, Paulo Alexandre P. N. (2000). Ermidas-Sado: história de uma povoação contemporânea: monografia sócio-histórica, 1915-1970. Ermidas-Sado: Junta de Freguesia de Ermidas-Sado. 242 páginas. ISBN 972-95169-9-5